# إدوارد هالويل
إدوارد هالويل (بالإنجليزية: Edward Hallowell)‏ هو عالم زواحف وطبيب أمريكي، ولد في 14 سبتمبر 1808، وتوفي في 20 فبراير 1860.